# Hyporeal

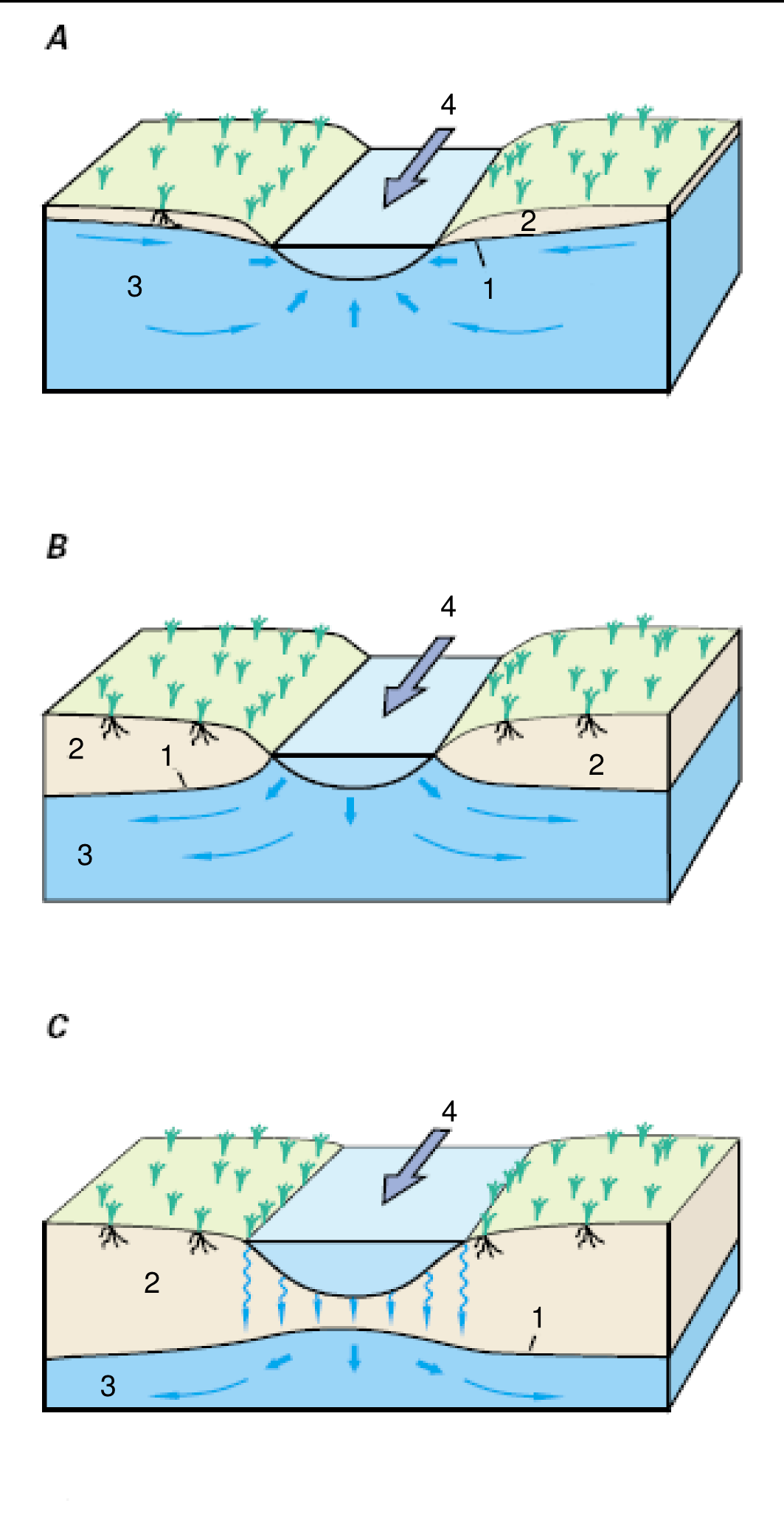
Powiązania wód rzecznych z wodami podziemnymi

Hyporeal (hiporeal), wody hyporeiczno-interstycjalne, środowisko wody znajdującej się w porach między kamieniami, żwirem i piaskiem w podłożu rzeki lub górskiego potoku. Środowisko to zasiedla bogata fauna. Część to chroniący się bentos (np. młodsze stadia larwalne chruścików z rodzaju Hydropsyche) w ramach rytmu dobowego lub w czasie stanu wysokiej wody. Hyporeal jest ekotonem między wodami powierzchniowymi a wodami podziemnymi (stygal). Strefę tę zasiedlają: nicienie, skąposzczety, wrotki, skorupiaki, larwy owadów wodnych. W regionach górskich w hyporealu spotykane są stygobionty oraz stygofile.